# Coprosma foetidissima
Coprosma foetidissima är en måreväxtart som beskrevs av Johann Reinhold Forster och Johann Georg Adam Forster. Coprosma foetidissima ingår i släktet Coprosma och familjen måreväxter. Inga underarter finns listade i Catalogue of Life.